# Талина
Гру́ппа компа́ний Тали́на — вертикально интегрированный холдинг по производству свинины и продуктов из неё, входящий в десятку крупнейших мясо-колбасных компаний России. Включён в перечень системообразующих организаций России (2008).
В 2008 консолидированная выручка составила 5,0 млрд руб., в 2009 — 4,8 млрд руб., в 2010 — 5,2 млрд руб., в 2011 — 6,1 млрд руб., в 2012 — 7,2 млрд руб. За счет роста производительности труда численность персонала сократилась с 5000 человек в 2008 до 3300 — в 2012.

## История
Группа образована в результате последовательного поглощения нерентабельных, физически и морально устаревших предприятий бывшего советского агропромышленного комплекса. Базой послужил Атяшевский мясоперерабатывающий комбинат, ныне — Мясоперерабатывающий комплекс (МПК) «Атяшевский», расположенный в рабочем поселке Атяшево Атяшевского района Мордовии.
Первое приобретение было сделано в 2001, когда через процедуру конкурсного управления МПК «Атяшевский» приобрёл бывший свиносовхоз «50 лет ВЛКСМ», расположенный неподалёку. Вместо проектных 24 тыс. голов в совхозе находились 1,8 тыс. больных животных. Они были утилизированы, а совхоз — преобразован в предприятие по выращиванию племенных свиней «Мордовский бекон».
В 2003 объединение МПК «Атяшевский» с «Мордовским беконом» названо Группой компаний «Талина». В 2004 она приобрела для откорма товарных свиней бывшие мордовские свиносовхозы «Вечерлейский», «Каменский», «Ладский» и «Атяшевский» (совокупная проектная мощность — 95 тыс. голов), которые также находились в плачевном состоянии.
В 2006 Группа «Талина» стала самым крупным агропромышленным холдингом Республики Мордовия. Его замкнутый производственно-сбытовой цикл охватывает все этапы производства и продажи мясных изделий, начиная с выращивания зерновых, зернобобовых и технических культур. Земельный банк холдинга составляет 90 тысяч га.
В мае 2011 состоялось открытие нового свинокомплекса на 3700 свиноматок (ООО «Симбирский бекон») в поселке Зеленая Роща Ульяновской области. Через год предприятие вышло на полную проектную мощность — 9,6 тыс. т мяса в год. Ему присвоен самый высокий зоосанитарный статус — компартмент IV.
В 2011 «Талина» включала в себя свыше 30 предприятий, в том числе:
- ООО «МПК „Атяшевский“»;
- ЗАО «МПК „Торбеевский“»;
- ЗАО «МПК „Саранский“»;
- ООО «МК „Даурский“» (Забайкальский край);
- племзавод ЗАО «Мордовский бекон»;
- ООО «Мордовский племенной центр»;
- молочная ферма ЗАО «АгроАрдатов»;
- ООО «Генетико-селекционно исследовательский центр „Генология“»;
- заготовительно-перерабатывающее ОАО «Элекс»;
- ООО «Станция технического обслуживания»;
- ООО «Автотранспортное предприятие»;
- ОАО «Мордовский комбинат хлебопродуктов»;
- ЗАО «Агроводоканал»;
- СПССК «АгроСнаб — М»;
- ООО «Симбирский бекон» (Ульяновская область);
- ЗАО «Торговый дом "Талина"» (Саранск);
- филиал ЗАО «Торговый дом "Талина"» в Москве;
- филиал ЗАО «Торговый дом "Талина"» в Санкт-Петербурге.

Ведущим спикером холдинга является его основатель и бессменный руководитель Виктор Бирюков, интервью которого посвящены различным аспектам деятельности «Талины»: истории и корпоративной философии, , , перспективам развития в рамках ВТО, кадровой политике, агрострахованию, мясному скотоводству и др.

## Продукция
Группа «Талина» выпускает более 300 наименований колбас (в том числе для детского питания), сосисок и сарделек, ветчин, мясных деликатесов, котлет, пельменей под марками «Атяшево», «Даурия», «Ладные да складные».
Для укрепления доверия между производителями и потребителями продуктов питания холдинг развивает «продовольственный» туризм, то есть экскурсии на предприятия пищевой промышленности.

## Текущие проекты
Свиноводческий комплекс по производству 25 тыс. т свинины в год строится группой компаний в Саратовской области.
В Нижегородской области «Талина» реализует проект по производству свинины, который включает строительство мясоперерабатывающего комбината, комбикормового завода, станции искусственного осеменения, племенной, товарных ферм. Проектная мощность — 25 тыс. т мяса в год. Кроме того, компания планирует строительство в этом регионе колбасного завода производительностью 41 тыс. т в год.
В 2009 «Талина» приступила к реализации проектов в Алтайском крае. 
В 2009 была запланировано строительство крупного мясоперерабатывающего комплекса, включающего мясохладобойню и логистический терминал на базе ОАО «Алейский мясокомбинат». Запланированные инвестиции до 2013 года - 500 млн рублей. 
В Забайкалье «Талина» получила статус регионального интегратора «Программы повышения благосостояния сельского населения и эффективности агропромышленного комплекса Забайкальского края». После реконструкции в 2009 мясокомбината «Даурский» в городе Краснокаменске и ввода на нем в эксплуатацию в 2011 цеха по убою и первичной переработке КРС производительностью 20 голов/час предполагается возведение в Краснокаменском районе края свинокомплекса мощностью 12 тыс. т в год в живом весе (до сих пор порядка 95% свинины завозилось в Забайкалье из других регионов).
В Ставропольском крае «Талина» планирует создать свиноводческий комплекс и мясокомбинат суммарной стоимостью 9,3 млрд руб..
В Мордовии группа «Талина» запустила «Мордовский племенной центр». Первая очередь была запущена в 2013 года, вторая вышла на полную мощность в 2016, третью начали строить в 2017 году. Закончилось строительство свиноводческих комплексов на 4800 свиноматок каждый в 2019 году. 
В 2021 году ГК получила в Нижегородской области под посев фуражного зерна 25 тыс. га земли и планирует увеличить земельный банк до 100 тыс. га. «Талина» планирует инвестировать более 1,5 млрд руб. в развитие растениеводства в Нижегородской области. 
В 2022 году ГК «Талина» запланировала создание предприятия ООО «Володарские корма», которое займется производством влажных и сухих кормов для кошек и собак. Разместиться производство должно в Володарске, на территории опережающего социально-экономического развития (ТОСЭР). Инвестиции в проект оцениваются в 10 млрд долларов. Завод должен выпускать около 200 тыс. тонн кормов — по 100 тыс. тонн влажных и сухих. На первом этапе, в 2024 году, будет производиться 50 тыс. тонн. 
В 2022 году ГК «Талина» выступила одним из опорных предприятий в рамках формирования в Мордовии учебно-производственных кластеров для подготовки специалистов в сфере фармацевтики, сельского хозяйства, машиностроения и электротехники. 
С 2022 года группа компаний «Талина» инвестирует около 2 млрд рублей в строительство в Мордовии комбикормового завода мощностью 400 тыс. тонн. Он должен будет производить корма для разных видов животноводства, включая свиноводство, птицеводство и рыбоводство.

## Благотворительность
Агрохолдинг «Талина» поддерживает детское онкологическое отделение Детской республиканской клинической больницы № 2 в Саранске, общественную организацию детей с ограниченными возможностями, школы, спортивные общества, православную церковь.
В сентябре 2007 «Талина» инициировала общероссийское движение «„Талина“ и Звезды за жизнь и вместе против рака». Были проведены благотворительные концерты, аукционы, выставки с участием звезд российского шоу-бизнеса.
Группа компаний «Талина» поддерживает хоккейный клуб Мордовского госуниверситета «МГУ-Талина» и одноименную футбольную команду университета.